# Bernard Laidebeur
Bernard René Jean Laidebeur (* 11. Juli 1942 in Paris; † 21. April 1991 ebenda) war ein französischer Leichtathlet.
Laidebeur wurde 1964 französischer Meister im 100-Meter-Lauf und daraufhin für die Olympischen Spiele in Tokio nominiert. In der 4-mal-100-Meter-Staffel gewann er zusammen mit Paul Genevay, Claude Piquemal und Jocelyn Delecour die Bronzemedaille hinter den Mannschaften aus den Vereinigten Staaten und Polen. Über 100 Meter schied er in der Viertelfinalrunde aus.